# 尚普洛
尚普洛（法語：Champlost，法語發音：[ʃɑ̃plo] ⓘ）是法国勃艮第-弗朗什-孔泰大区约讷省的一个市镇，属于欧塞尔区。

## 地理
尚普洛（48°1'37"N, 3°40'4"E）面积22.94 平方千米，位于法国勃艮第-弗朗什-孔泰大區约讷省，该省份为法国中北部内陆省份，西接卢瓦雷省，西北接塞纳-马恩省，南至涅夫勒省，东临科多尔省，东北与奥布省接壤。
与尚普洛接壤的市镇（或旧市镇、城区）包括：阿尔斯-迪洛、梅尔西、贝勒绍姆、阿尔芒松河畔布列农、圣弗洛朗坦、沃尼济。
尚普洛的时区为UTC+01:00、UTC+02:00（夏令时）。

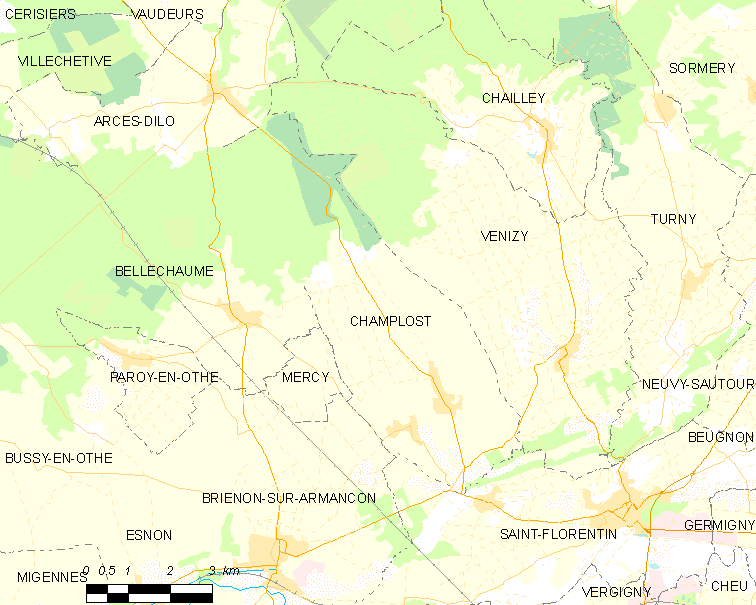
尚普洛的OSM定位图

## 行政
尚普洛的邮政编码为89210，INSEE市镇编码为89076。

## 政治
尚普洛所属的省级选区为阿尔芒松河畔布列农县。

## 人口

1962-2008年间尚普洛人口变化图示

尚普洛于2022年1月1日时的人口数量为779人。